# Anhinga
Las aningas, biguá-víboras, aves serpiente, marbellas o patos aguja (Anhinga) son un género de aves acuáticas suliformes pertenecientes a la familia Anhingidae. Habitan en ambientes acuáticos templados y cálidos del viejo y nuevo mundo. Se alimentan especialmente de peces.

## Características generales
Morfología
Morfológicamente, las aningas destacan por su delgado y largo cuello, el cual es la única parte del cuerpo que sobresale del agua (quedando el resto del cuerpo sumergido), dando de este modo un cierto aspecto serpentiforme.
El cuello se une al cuerpo sin diferencias apreciables. Las alas son anchas y largas, lo que facilita el planeo. 
En líneas generales los machos poseen un plumaje más oscuro, una cresta eréctil en el cráneo y un pico mayor.
Su peso va desde los 1050 a los 1810 g. No presentan dimorfismo sexual merístico o de peso, pero sí lo poseen en su plumaje; las hembras exhiben un plumaje más claro, en especial en el cuello y las regiones inferiores.
Los dos sexos muestran en la parte superior de las alas líneas gris claro; además presentan una larga cola que es utilizada como timón cuando están nadando bajo el agua. Las muy cortas patas se sitúan en la parte posterior del cuerpo; presentan una membrana entre sus dedos que le brinda ayuda en la propulsión.
El pico es aguzado, de bordes aserrados, constituye su herramienta clave al momento de buscar su alimento ya que, a diferencia de los cormoranes, suelen insertarlos en los cuerpos de sus presas, atravesándolas, gracias a sus potentes músculos que le permiten proyectar el pico como un lanzazo hacia adelante. 
El agua es su principal ámbito, allí nadan y bucean hábilmente. Luego de las sesiones de búsqueda de alimento, debe permanecer largo tiempo con las alas extendidas para secar totalmente su plumaje, dada su baja capacidad de impermeabilidad. 
A causa de sus cortas patas caminan torpemente. Se movilizan mejor saltando y escalando entre las ramas de árboles y arbustos.
Son buenas voladoras, buscan las corrientes térmicas de aire ascendentes para elevarse y luego realizar prolongados planeos en círculos.

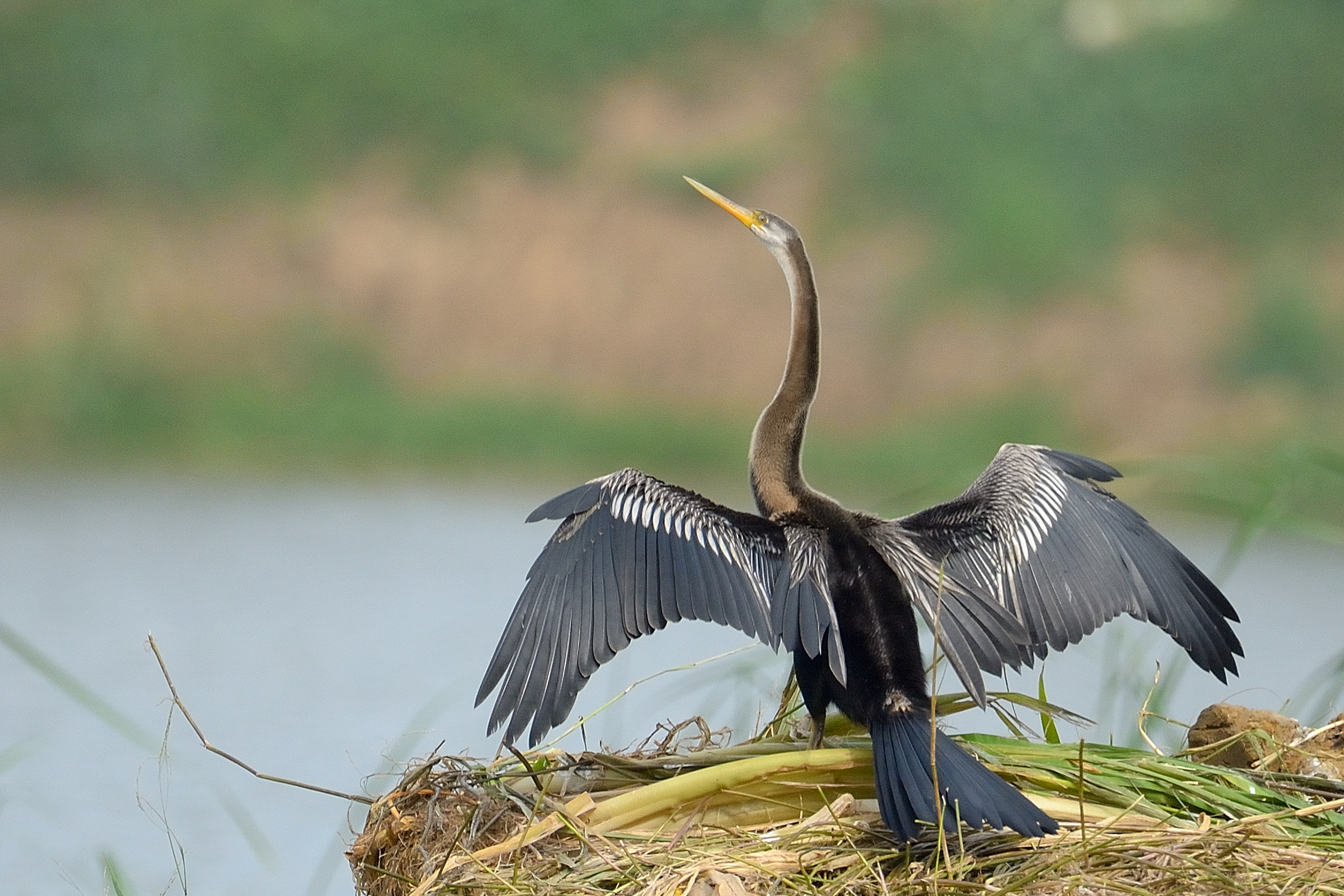
Aninga asiática (Anhinga melanogaster).

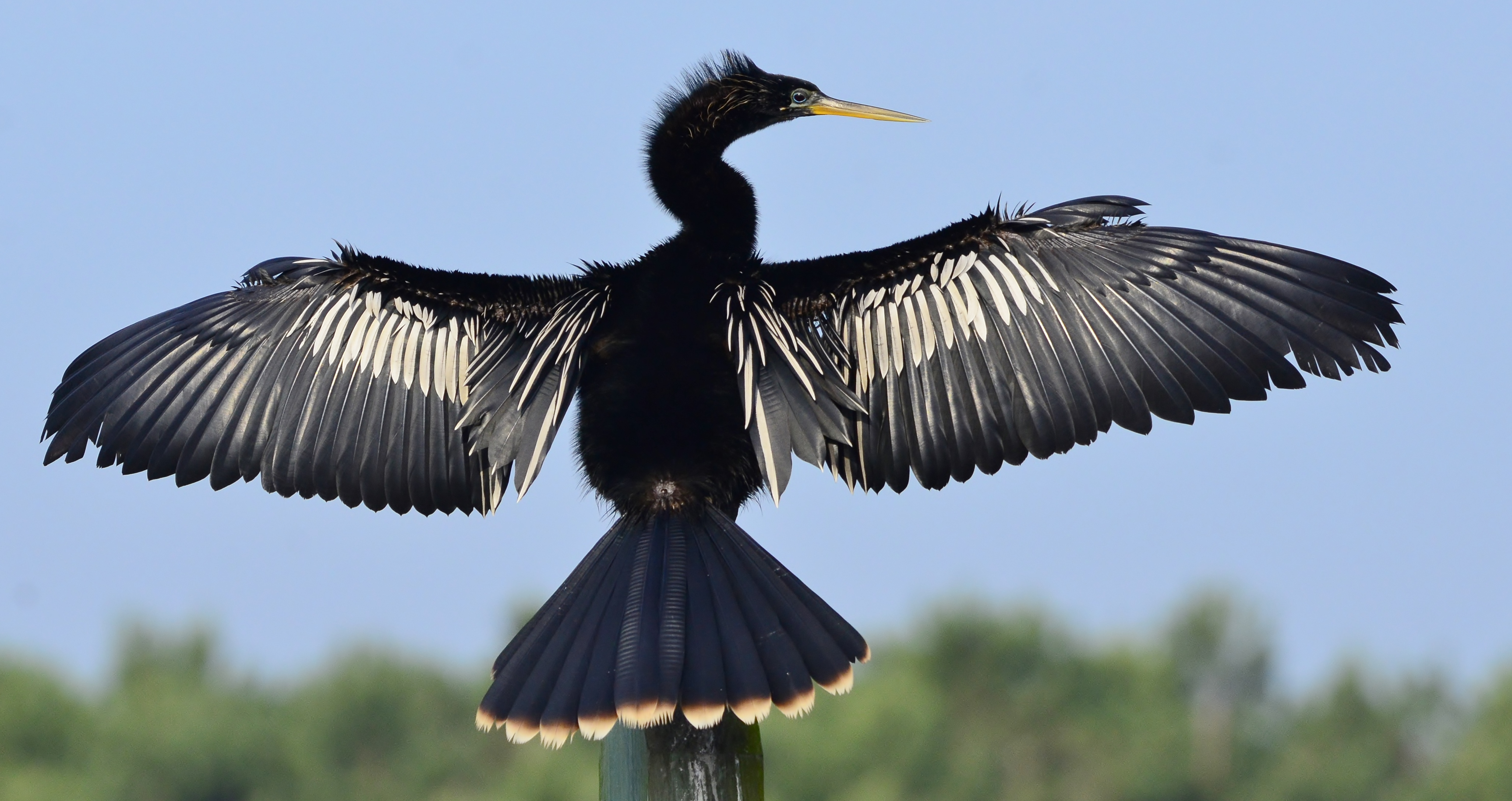
Aninga americana (Anhinga anhinga).

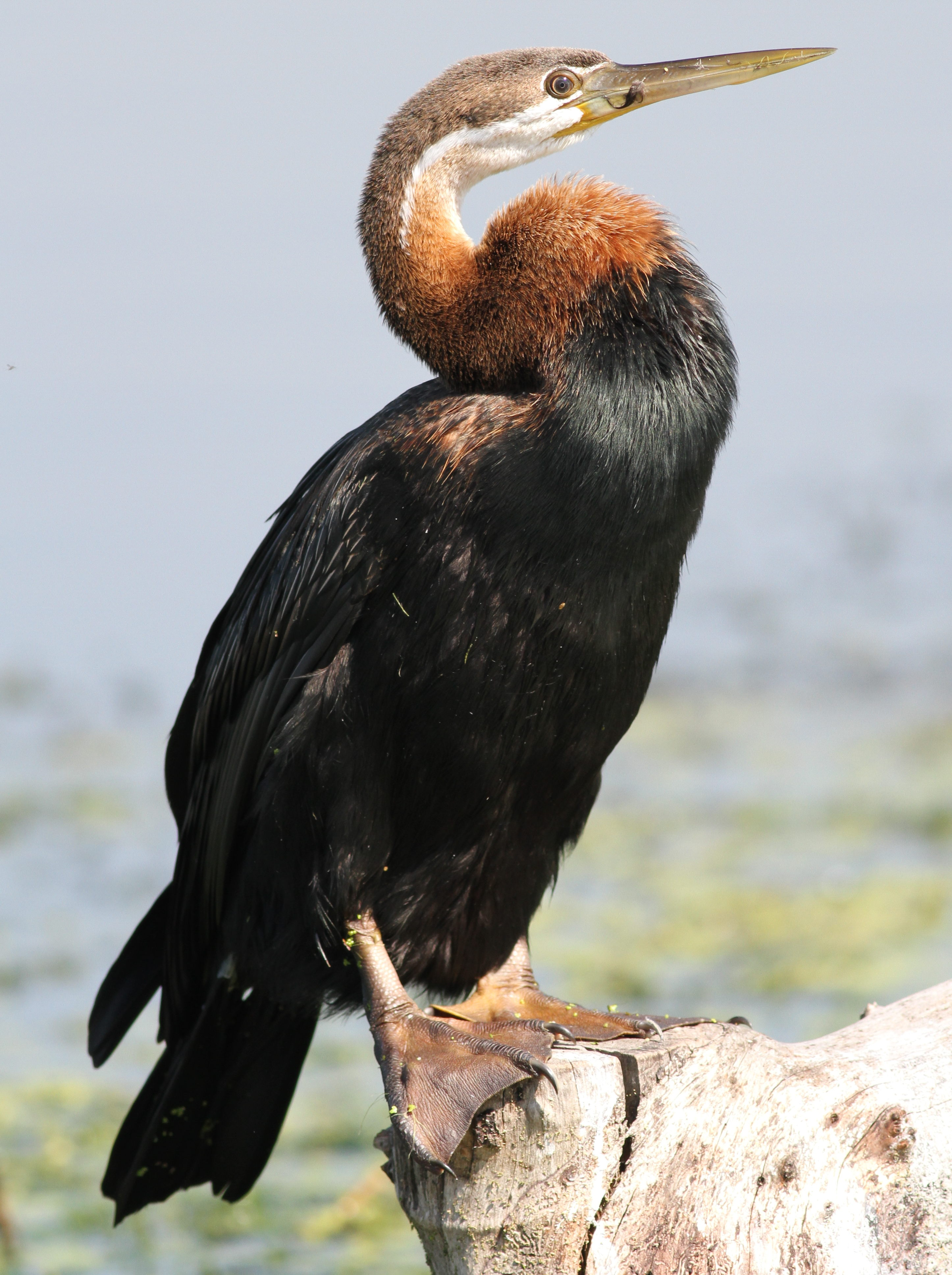
Aninga africana (Anhinga rufa).

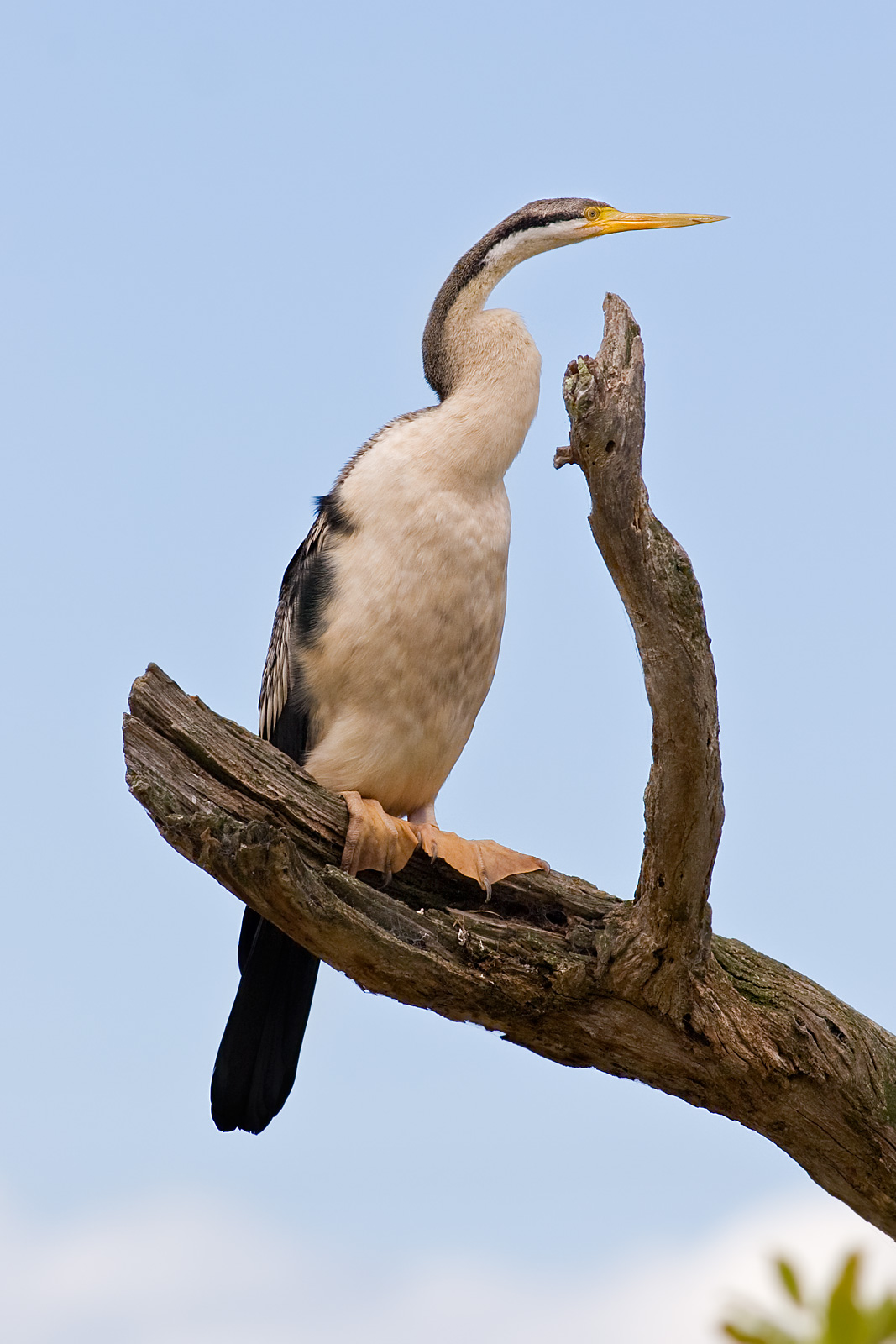
Aninga australiana (Anhinga novaehollandiae).

## Hábitos
Alimentación
Su dieta está compuesta básicamente de peces. También capturan anfibios, serpientes acuáticas, pequeños caimanes, crustáceos, moluscos y otros invertebrados.
Nidificación
Sus nidos son plataformas de ramitas u otra vegetación. Los prefieren instalar en sectores boscosos o densamente arbustivos de las márgenes de los biotopos donde habitan. Buscan una mayor protección al ubicarlos asociados a otras especies de aves acuáticas que nidifican en colonias.

## Distribución y hábitat
Estas aves se distribuyen en regiones templadas y cálidas de casi todo el mundo, exceptuando Europa y la Antártida.
Las aningas habitan principalmente en ambientes de agua dulce, como lagunas, pantanos y ríos de corrientes lentas. En menor medida pueden vivir también en ambientes salobres como manglares y marismas costeras y estuariales.

## Taxonomía
El género Anhinga fue descrito originalmente en el año 1760 por el zoólogo y filósofo francés Mathurin Jacques Brisson. Como no designó especie tipo, posteriormente se estableció que la misma sea Plotus anhinga (hoy Anhinga anhinga), descrita por el científico, naturalista, botánico y zoólogo sueco Carlos Linneo.

### Subdivisión
En el género Anhinga han sido adscriptas varias especies solo conocidas por sus restos fósiles, a ellas se suman 4 especies vivientes; de estas últimas son discutidas 2 de las especies del Viejo Mundo, ya que algunos autores incluyen las aningas de esa región como integradas en una única especie (A. melanogaster) subdividida en 3 subespecies. 
Taxones vivientes
- Anhinga anhinga (Linnaeus, 1766)
- Anhinga melanogaster (Pennant, 1769)
- Anhinga rufa (Daudin, 1802)
- Anhinga novaehollandiae (Gould, 1847)

Taxones fósiles
Son numerosas las especies que fueron descritas sobre la base de sus restos fósiles.
- Anhinga grandis Martin & Mengel, 1975
- Anhinga hesterna (Ameghino, 1895)
- Anhinga minuta Alvarenga & Guilherme, 2003
- Anhinga beckeri Emslie, 1998
- Anhinga hadarensis Brodkorb & Mourer-Chauviré, 1982
- Anhinga malagurala Mackness, 1995
- Anhinga pannonica Lambrecht, 1916
- Anhinga subvolans (Brodkorb, 1956)
- Anhinga walterbolesi Worthy, 2012